# Petra Sander
Petra Sander (* 27. Juni 1975 in Lingen) ist eine deutsche Hörfunkjournalistin.
Petra Sander machte 1994 ihr Abitur am Franziskusgymnasium Lingen. Ihr Studium der Kultur- und Medienwissenschaft an der Universität Leipzig schloss sie als Magistra Artium ab. Nachdem sie unter anderem bei Hitradio Brocken und SkyRadio tätig gewesen war, arbeitete sie von 2006 bis 2021 als Redakteurin und Hörfunkmoderatorin für NDR 2. Seit 2021 arbeitet sie selbständig unter anderem für Fernsehproduktionsfirmen.

## Auszeichnungen
- 2013 gewann sie zusammen mit Carsten Schmiester den Deutschen Radiopreis in der Kategorie „Beste Nachrichtensendung“.